# Вейс, Николай Петрович
Николай Петрович Вейс (1812 — 24 декабря 1883) — русский морской офицер, генерал-лейтенант по адмиралтейству. С 1875 по 1882 год градоначальник Керчь-Еникалинского градоначальства.

## Биография
Родился в 1812 или 1817 году. Окончил Морской Кадетский корпус в 1834 году.
Офицер Балтийского флота, капитан-лейтенант с 1850 года, капитан 2-го ранга с 1859 года. В 1851—1860 годах — командир парохода «Мирный», в 1860—1962 годах — командир 1-го рабочего экипажа. С 1862 года — заведующий кадром мастеровых Санкт-Петербургского порта. Капитан 1-го ранга с 1862 года, генерал-майор флота с 28.03.1871 год.
В 1875—1882 годах — Керчь-Еникальский градоначальник. В 1882 года уволен в отставку с производством в генерал-лейтенанты флота 12.04.1882. Скончался 24.12.1883 года.

## Награды
Награждён:
- Орденами святой Анны 1, 2 , 3 ст.,
- Орденами святого Владимира 2, 3, 4 ст. с бантом,
- Орденами святого Станислава 1, 2 и 3 ст.